# Juan Vicente Córdoba Villota

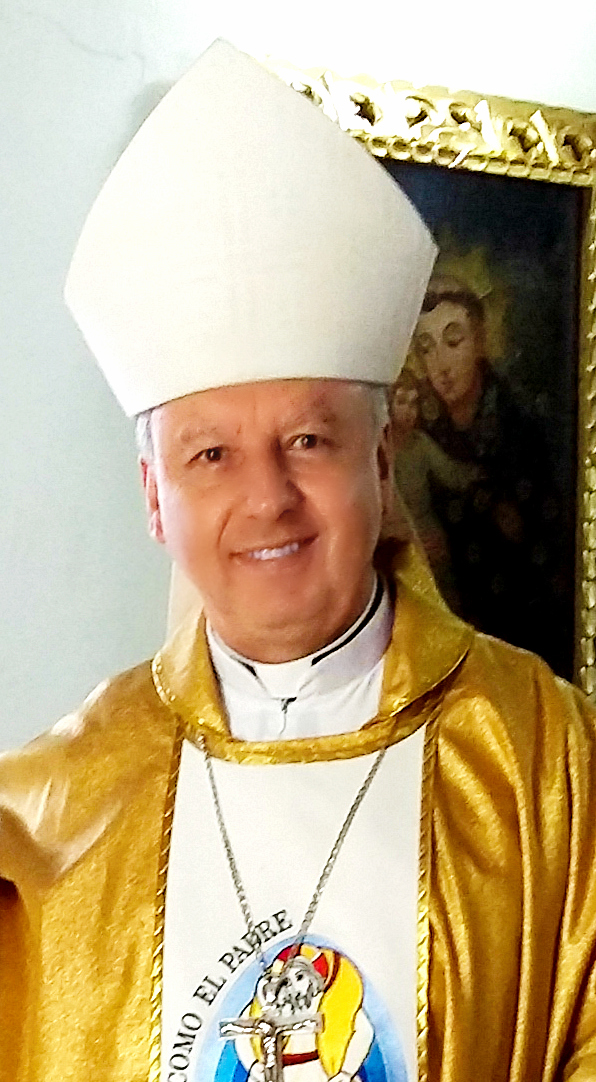
Juan Vicente Córdoba Villota

Juan Vicente Córdoba Villota SJ (* 23. Juli 1951 in Quito) ist ein ecuadorianischer Priester und Bischof von Fontibón.

## Leben
Juan Vicente Córdoba Villota trat der Ordensgemeinschaft der Jesuiten bei, legte die Profess am 20. Januar 1969 ab, empfing am 19. Oktober 1979 die Priesterweihe und legte die feierliche Profess am 2. Februar 1988 ab. Papst Johannes Paul II. ernannte ihn am 30. Juni 2004 zum Weihbischof in Bucaramanga und Titularbischof von Ausuccura.
Die Bischofsweihe spendete ihm der Apostolische Nuntius in Kolumbien, Beniamino Stella, am 28. August desselben Jahres; Mitkonsekratoren waren Pedro Kardinal Rubiano Sáenz, Erzbischof von Bogotá, und Víctor Manuel López Forero, Erzbischof von Bucaramanga.
Am 25. November 2011 wurde er zum Bischof von Fontibón ernannt und am 11. Februar des nächsten Jahres in das Amt eingeführt.